# Аустралоидна раса
Аустралоиди (познати и као ведо-аустралоиди и аустрало-меланезоиди) обухватају велику групу народа аутохтоних у југоисточној Азији, Аустралији, Индији и Океанији. Аустралоидна раса је једна од пет великих људских раса, док су остале четири – кавказоидна (западна Евроазија и северна Африка), монголоидна (источна/централна/северна Азија и староседеоци Америке), конгоидна (подсахарска Африка), као и капоидна (Којсанци у јужној Африци, као и нека племена у источној Африци).
У ову групу спадају Папуанци, аустралијски староседеоци, Меланежани, као и Негрити, племена аутохтона у југоисточној Азији.
У прошлости, Аини (аутохтоно становништво Јапана), Дравиди, Веде (аутохтоно становништво Шри Ланке), и Синхалези, су се такође сврставали у аустралоидну расу, међутим у последње време се то оспорава. Индијски научници су успели да докажу како се становништво (пре свега на подручју Индије) са временом мешало и како становништво има различиту генетику у односу на остале аустралоидне народе.
На старим картама, аустралоиди су се означавали као негроиди, што у ствари није тачно. У поређењу са Африканцима, аустралоидни народи имају нешто светлију кожу, и на први поглед лако их је разликовати. Термин аустралоидна раса је први пут применио Томас Хенри Хаксли године 1870. као расу којој припадају народи аутохтони у Океанији и југоисточној Азији.
Овој раси отпада 0.2% становништва света (око 14 милиона).